# تاس‌ماهی اطلس
تاس‌ماهی اطلس (نام علمی: Acipenser oxyrhynchus oxyrhynchus) نام یک زیرگونه از تیره ماهیان خاویاری است که فقط در دریاچه خزر ایران یافت میشود.